# Лондонський симфонічний оркестр

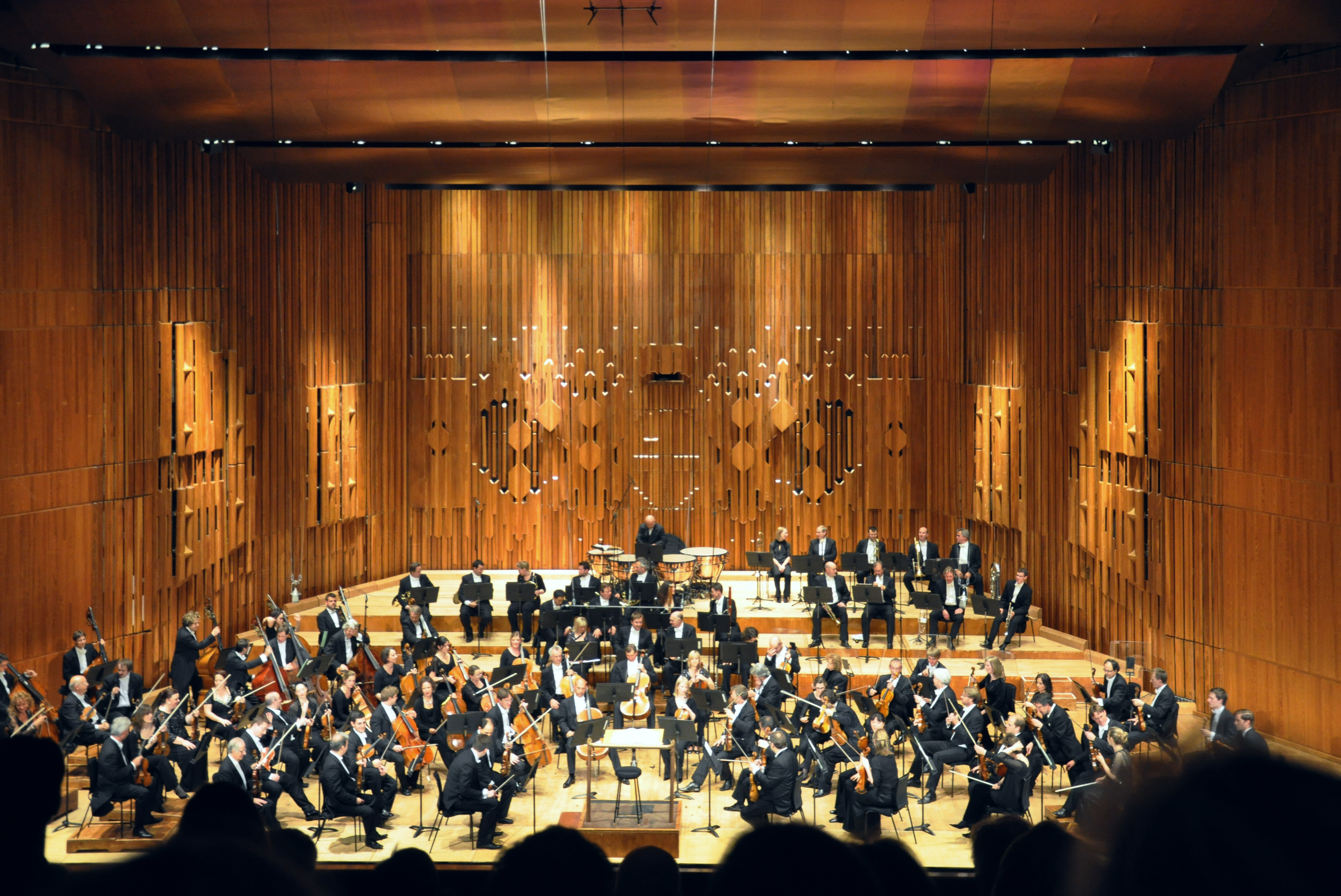
Лондонський симфонічний оркестр. 2011

Лондонський симфонічний оркестр (ЛСО, англ. London Symphony Orchestra) — один з провідних симфонічних оркестрів Великої Британії. З 1982 року майданчиком ЛСЗ є розташований в Лондоні Барбікан-центр.

## Історія
Заснований в 1904 році як незалежна самоврядна організація. Це був перший оркестр такого роду у Великій Британії. Свій перший концерт він зіграв 9 червня того ж року з диригентом Гансом Ріхтером.
У 1906 році ЛСО став першим британським оркестром, який виступив за кордоном (в Парижі). У 1912 році, також вперше для британських оркестрів, ЛСО виступив в США, — спочатку поїздка в американське гастрольне турне планувалася на «Титаніку», але, завдяки щасливому випадку, в останній момент виступ було перенесено.
У 1956 році, під керуванням композитора Бернарда Хермана, оркестр з'явився у фільмі Альфреда Хічкока Людина, яка занадто багато знала, в кульмінаційній сцені, знятої в Лондонському королівському Альберт-Холі.
У 1966 році був утворений асоційований з ЛСО Лондонський симфонічний Хор (англ. London Symphony Chorus), який налічував більше 200 непрофесійних співаків. Хор підтримував щільне співробітництво з ЛСЗ, попри те, що сам він вже став досить самостійним і мав можливість співпрацювати з іншими провідними оркестрами.
У 1973 році ЛСО став першим британським оркестром, запрошеним на Зальцбурзький фестиваль.

### Головні диригенти
| - 1904—1911: Ганс Ріхтер - 1911—1912: сер Едуард Елгар - 1912—1914: Артур Нікіш - 1915—1916: Томас Бічем - 1919—1922: Альберт Коутс | - 1930—1931: Віллем Менгельберг - 1932—1935: сер Хемілтон Харті - 1950—1954: Йозеф Кріпс - 1961—1964: П'єр Монте - 1965—1968: Іштван Кертес | - 1968—1979: Андре Превен - 1979—1988: Клаудіо Аббадо - 1987—1995: Майкл Тілсон Томас - 1995—2006: сер Колін Девіс - з 2007: Валерій Гергієв |